# Besleria inaequalis
Besleria inaequalis är en tvåhjärtbladig växtart som beskrevs av Conrad Vernon Morton. Besleria inaequalis ingår i släktet Besleria och familjen Gesneriaceae. Inga underarter finns listade i Catalogue of Life.